# Quines (España)
Quines (llamada oficialmente Santa María de Quins) es una parroquia y un lugar del municipio español de Melón, en la provincia de Orense, Galicia.

## Toponimia
La parroquia también es conocida por el nombre de Santa María de Quines.

## Organización territorial
La parroquia está formada por catorce entidades de población, constando once de ellas en el nomenclátor del Instituto Nacional de Estadística español:
- Barcia
- Casal (O Casal)
- Codesás
- Covelo
- Eirexa (A Eirexa)
- Ibia (A Ibia)
- Moces
- Negrelle
- Portalaxe
- Portodochán (Portodechán)
- Quins
- Serra (A Serra)
- Vilaverde
- Vivenzo

## Demografía

### Parroquia
| Gráfica de evolución demográfica de Quines (parroquia) entre 2000 y 2022 |
|                                                                          |
| Datos según el nomenclátor publicado por el INE.                         |

### Lugar
| Gráfica de evolución demográfica de Quins (lugar) entre 2000 y 2022 |
|                                                                     |
| Datos según el nomenclátor publicado por el INE.                    |